# Nielsen ratings

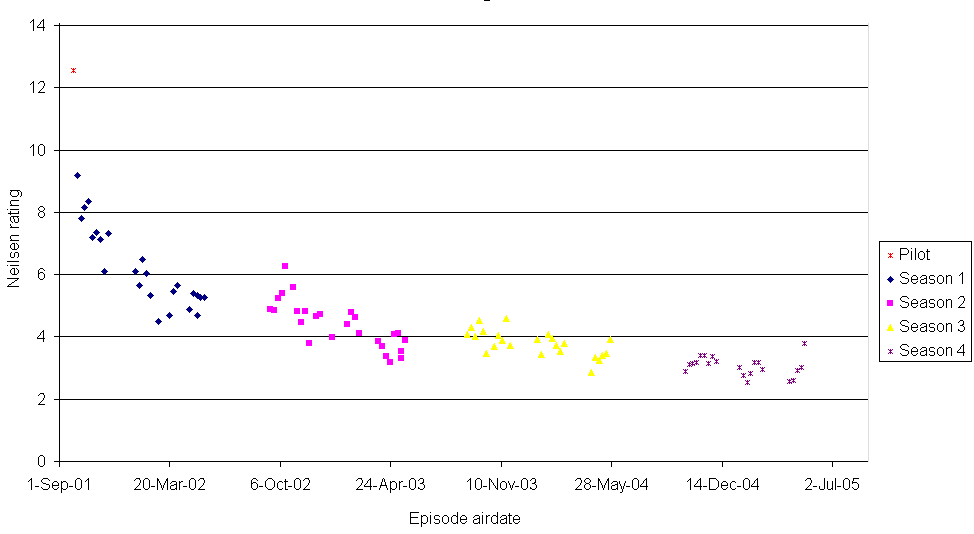
Muestra de un gráfico usando Nielsen ratings con la serie "Star Trek Enterprise" en 2007.

Nielsen Ratings es un sistema de audiencia estadounidense desarrollado por Robert F. Elder y Louis F. Woodruff y vendido a Nielsen Company, con el propósito de determinar el tamaño y composición de la audiencia de programación de televisión de los Estados Unidos. Nielsen Media Research fue fundada por Arthur Nielsen, un analista de mercado cuya carrera se había iniciado en la década de 1920 con publicidad de marcas y se expandió a analista del mercado de radio durante la década de 1930, culminando en los índices de audiencia de Nielsen de programación de radio, utilizado para proveer estadísticas a los mercados de los shows radiales. El primer Nielsen rating para programas de radio fue lanzado la primera semana del diciembre de 1947. Se midieron los top 20 programas en cuatro áreas: audiencia total, audiencia promedio, audiencia acumulada y hogares por dólar gastado por tiempo y talento.
En 1950, Nielsen se traslada a la televisión, desarrollando un sistema de índices de audiencia usando los métodos que él y su compañía habían desarrollado para radio. Desde entonces, este método ha sido la primera fuente de información en cuanto a medición de audiencias en la industria de la televisión en todo el mundo.

## Medición del índice de audiencia
Los índices de audiencia Nielsen de televisión se obtienen de dos maneras:
1. Diarios de los televidentes, en donde la audiencia objetivo auto-graba los programas habituales que ven o escuchan. Al apuntar a varias demográficas, los modelos estadísticos establecidos proveen una representación de la audiencia  para cualquier programa, canal y horario de programación.
2. Un sistema más sofisticado y tecnológico que utiliza "Set Meters", los cuales son pequeños dispositivos conectados a las televisiones de hogares seleccionados. Estos aparatos reúnen los hábitos televisivos del hogar y transmiten información a la noche a Nielsen por un aparato conectado a la línea del teléfono, denominada 'Home Unit'. Esta tecnología permite a los investigadores de mercado estudiar los hábitos televisivos continuamente minuto a minuto, pudiendo ver el momento exacto cuando el televidente cambia de canal o apaga la televisión. Además de los set meters, aparatos de reportes individuales de televidentes, como los audímetros, han permitido a la compañía separar la información de cada hogar en varios grupos demográficos, aunque hasta ahora Nielsen se ha negado en cambiar la distribución de datos de grupos étnicos entre subgrupos, lo cual daría información más dirigida a anunciantes y cadenas de televisión.

En el 2005, Nielsen comenzó a medir usando los grabadores de video digital como TiVo.

## Programas más vistos
| Temporada | Programa                                       | Cadena televisiva | Índice de audiencia |
| --------- | ---------------------------------------------- | ----------------- | ------------------- |
| 1950–1951 | Texaco Star Theater                            | NBC               | 61.6                |
| 1951–1952 | Arthur Godfrey's Talent Scouts                 | CBS               | 53.8                |
| 1952–1953 | I Love Lucy                                    | CBS               | 67.3                |
| 1953–1954 | I Love Lucy                                    | CBS               | 58.8                |
| 1954–1955 | I Love Lucy                                    | CBS               | 49.3                |
| 1955–1956 | The $64,000 Question                           | CBS               | 47.5                |
| 1956–1957 | I Love Lucy                                    | CBS               | 43.7                |
| 1957–1958 | Gunsmoke                                       | CBS               | 43.1                |
| 1958–1959 | Gunsmoke                                       | CBS               | 39.6                |
| 1959–1960 | Gunsmoke                                       | CBS               | 40.3                |
| 1960–1961 | Gunsmoke                                       | CBS               | 37.3                |
| 1961–1962 | Wagon Train                                    | NBC               | 32.1                |
| 1962–1963 | The Beverly Hillbillies                        | CBS               | 36.0                |
| 1963–1964 | The Beverly Hillbillies                        | CBS               | 39.1                |
| 1964–1965 | Bonanza                                        | NBC               | 36.3                |
| 1965–1966 | Bonanza                                        | NBC               | 31.8                |
| 1966–1967 | Bonanza                                        | NBC               | 29.1                |
| 1967–1968 | The Andy Griffith Show                         | CBS               | 27.6                |
| 1968–1969 | Rowan & Martin's Laugh-In                      | NBC               | 31.8                |
| 1969–1970 | Rowan & Martin's Laugh-In                      | NBC               | 26.3                |
| 1970–1971 | Marcus Welby, M.D.                             | ABC               | 29.6                |
| 1971–1972 | All in the Family                              | CBS               | 34.0                |
| 1972–1973 | All in the Family                              | CBS               | 33.3                |
| 1973–1974 | All in the Family                              | CBS               | 31.2                |
| 1974–1975 | All in the Family                              | CBS               | 30.2                |
| 1975–1976 | All in the Family                              | CBS               | 30.1                |
| 1976–1977 | Happy Days                                     | ABC               | 31.5                |
| 1977–1978 | Laverne & Shirley                              | ABC               | 31.6                |
| 1978–1979 | Laverne & Shirley                              | ABC               | 30.5                |
| 1979–1980 | 60 Minutes                                     | CBS               | 28.4                |
| 1980–1981 | Dallas                                         | CBS               | 34.5                |
| 1981–1982 | Dallas                                         | CBS               | 28.4                |
| 1982–1983 | 60 Minutes                                     | CBS               | 25.5                |
| 1983–1984 | Dallas                                         | CBS               | 25.7                |
| 1984–1985 | Dynasty                                        | ABC               | 25.0                |
| 1985–1986 | The Cosby Show                                 | NBC               | 33.7                |
| 1986–1987 | The Cosby Show                                 | NBC               | 34.9                |
| 1987–1988 | The Cosby Show                                 | NBC               | 27.8                |
| 1988–1989 | The Cosby Show                                 | NBC               | 25.6                |
| 1989–1990 | The Cosby Show, Roseanne (tie)                 | NBC, ABC          | 23.1                |
| 1990–1991 | Cheers                                         | NBC               | 21.3                |
| 1991–1992 | 60 Minutes                                     | CBS               | 21.9                |
| 1992–1993 | 60 Minutes                                     | CBS               | 21.9                |
| 1993–1994 | 60 Minutes                                     | CBS               | 20.9                |
| 1994–1995 | Seinfeld                                       | NBC               | 20.6                |
| 1995–1996 | ER                                             | NBC               | 22.0                |
| 1996–1997 | ER                                             | NBC               | 21.2                |
| 1997–1998 | Seinfeld                                       | NBC               | 21.7                |
| 1998–1999 | ER                                             | NBC               | 17.8                |
| 1999–2000 | Who Wants to Be a Millionaire? — Jueves        | ABC               | 18.6                |
| 2000–2001 | Survivor                                       | CBS               | 17.4                |
| 2001–2002 | Friends                                        | NBC               | 15.0                |
| 2002–2003 | CSI: Crime Scene Investigation                 | CBS               | 16.3                |
| 2003–2004 | CSI: Crime Scene Investigation                 | CBS               | 15.0                |
| 2004–2005 | CSI: Crime Scene Investigation                 | CBS               | 16.5                |
| 2005–2006 | American Idol — jueves                         | FOX               | 17.6                |
| 2006–2007 | American Idol — miércoles                      | FOX               | 17.3                |
| 2007–2008 | American Idol — jueves                         | FOX               | 15.4                |
| 2008–2009 | American Idol — miércoles                      | FOX               | 8.8                 |
| 2009–2010 | American Idol — jueves                         | FOX               | 8.3                 |
| 2010–2011 | American Idol — miércoles                      | FOX               | 8.8                 |
| 2011-2012 | American Idol — miércoles                      | FOX               | 8.7                 |
| 2012-2013 | American Idol — miércoles                      | FOX               | 8.8                 |
| 2013-2014 | Mentir para vivir                              | Univisión         | 12.6                |
| 2014-2015 | Mi corazón es tuyo                             | Univisión         | 13.4                |
| 2015-2016 | Yo no creo en los hombres (telenovela de 2014) | Univisión         | 14.6                |
| 2016      | El hotel de los secretos                       | Univisión         | 14.4                |